# Costa Diadema
Costa Diadema è una nave da crociera della compagnia genovese Costa Crociere.
Al suo completamento fu la nave più grande mai costruita battente bandiera italiana.

## Storia
Impostata il 10 dicembre 2012 sul bacino di costruzione dello stabilimento, è entrata in servizio come previsto il 30 ottobre 2014.
Come da tradizione, dalla sua entrata in flotta, essendo la nave più moderna, Costa Diadema ha assunto il ruolo di ammiraglia della flotta, scalzando Costa Fascinosa (entrata in servizio il 5 maggio 2012) da tale posizione.
Dal 3 marzo 2019 non è più la nave ammiraglia in quanto il ruolo è stato assunto da Costa Venezia.
L’iconico fumaiolo giallo con la classica “C” blu, giunto via mare da Pola, dov’è stato costruito presso il cantiere navale di Scoglio Olivi è installato sulla sovrastruttura il 18 settembre 2013; il 15 novembre 2013 è avvenuto il varo tecnico presso lo stabilimento Fincantieri di Marghera. Il 30 ottobre 2014 è stato effettuato il varo in pubblico nel medesimo cantiere navale dando il via agli eventi inaugurali, mentre il 1º novembre è salpata per la crociera di vernissage con partenza da Trieste. Il 7 novembre la nave è stata battezzata nel porto di Genova.
Nella notte, dopo il battesimo, la nave è salpata alla volta di Savona da dove, l'8 novembre, ha iniziato il primo dei tre viaggi inaugurali.
La nave il 14 marzo 2020 mentre faceva ritorno dagli Emirati Arabi Uniti ha presentato a bordo 65 casi positivi al virus COVID-19. Quindi si è diretta verso Civitavecchia e poi verso Gioia Tauro: entrambi i porti hanno rifiutato lo sbarco, che è stato invece accolto dal porto di Piombino, dove è stato attrezzato un posto medico avanzato.

## Caratteristiche
Costa Diadema è tra le più grandi delle navi della flotta, possiede una lunghezza di 306 metri e una larghezza di 37 metri. 
La nave, che può ospitare un massimo di 4 947 passeggeri, ha 1 862 cabine totali, di cui 141 all'interno dell'area benessere, 756 con balcone privato, 64 suite e 11 suite all'interno dell'area benessere. Inoltre ha una sala videogiochi, un teatro di 3 ponti a prua, saune, sale benessere, 11 bar e 8 ristoranti.
È l'ultima nave della Costa Crociere ad avere gli interni progettati dall'architetto americano Joseph Farcus.

### I Ponti diCosta Diadema
In totale ha 15 ponti destinati ai passeggeri. Questi hanno ciascuno il nome di una pietra preziosa:
- Ponte 1: Excelsior
  - cabine ospiti
- Ponte 2: Sara
  - cabine ospiti
- Ponte 3: Centenary
  - Teatro Emerald, a prua
  - Atrio Eliodoro, a centro nave
  - Ristorante Adularia, a centro nave
  - Ristorante Fiorentino, a poppa
- * Ponte 4: Perla di Venere
  - Teatro Emerald, a prua
  - Atrio Eliodoro, a centro nave
  - Grand Bar Orlov, a centro nave
  - Galleria Shops, a centro nave
  - Ristorante Fiorentino, a poppa
- Ponte 5: Eldorado
  - Teatro Emerald, a prua
  - Atrio Eliodoro, a centro nave
  - Ristorante Club Diadema, a centro nave
  - Galleria Shops, a centro nave
  - Salone Teodora, a poppa
- Ponte 6: Braganza
  - cabine ospiti

- Ponte 7: Condé
  - cabine ospiti
- Ponte 8: Star of India
  - cabine ospiti
- Ponte 9: Bizantino
  - cabine ospiti
- Ponte 10: Hortensia
  - cabine ospiti
  - Lido Diana, a centro nave
  - Ristorante Buffet Corona Blu, a centro nave
  - Lido Stella del Sud, a poppa
- Ponte 11: Timur
  - cabine ospiti
  - Bar Stella del Sud, a poppa
- Ponte 12: Stella d'Africa
  - cabine ospiti
  - Peppa Pig Area, a centro nave
  - Discoteca Pietra di Luna, a centro nave
- Ponte 14: Millennium Star
  - Centro Benessere Samsara, a prua
  - Waterpark, a centro nave
- Ponte 15: La Fenice
  - Lido Burmese Rose, a prua

## Arte
Gli interni della nave sono stati disegnati dall'architetto statunitense Joseph Farcus con il contributo di 41 artisti, di cui 38 italiani, tra pittori, scultori, fotografi, grafici, intagliatori e mosaicisti, selezionati dal duo di curatori milanesi Sandra Casagrande e Roberto Recalcati. In particolare sulla nave sono esposte 7.671 opere in stile Pop art tra cui 58 soggetti d'arte digitale, 26 sculture nei ristoranti Corona Blu, Club Diadema, nell'atrio Eliodoro e nel Lido Diana.

## Navi gemelle
- Carnival Dream
- Carnival Magic
- Carnival Breeze

Il contratto siglato con Fincantieri prevedeva una opzione per la costruzione di un'ulteriore nave della stessa classe da affiancare alla Costa Diadema ma la compagnia crocieristica genovese ha deciso di non procedere.

## Galleria d'immagini

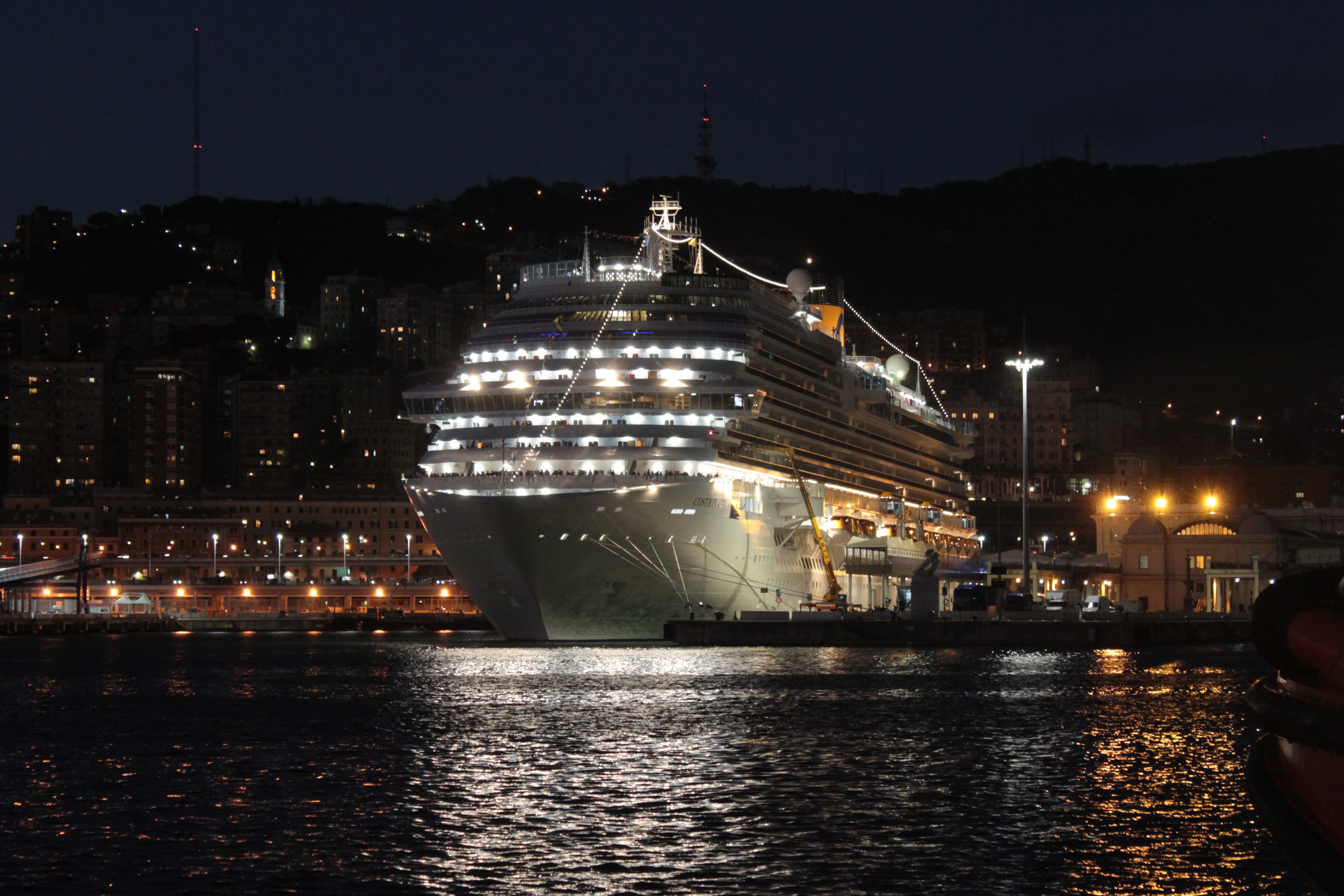
Costa Diadema a Genova durante la cerimonia di battesimo nel novembre 2014
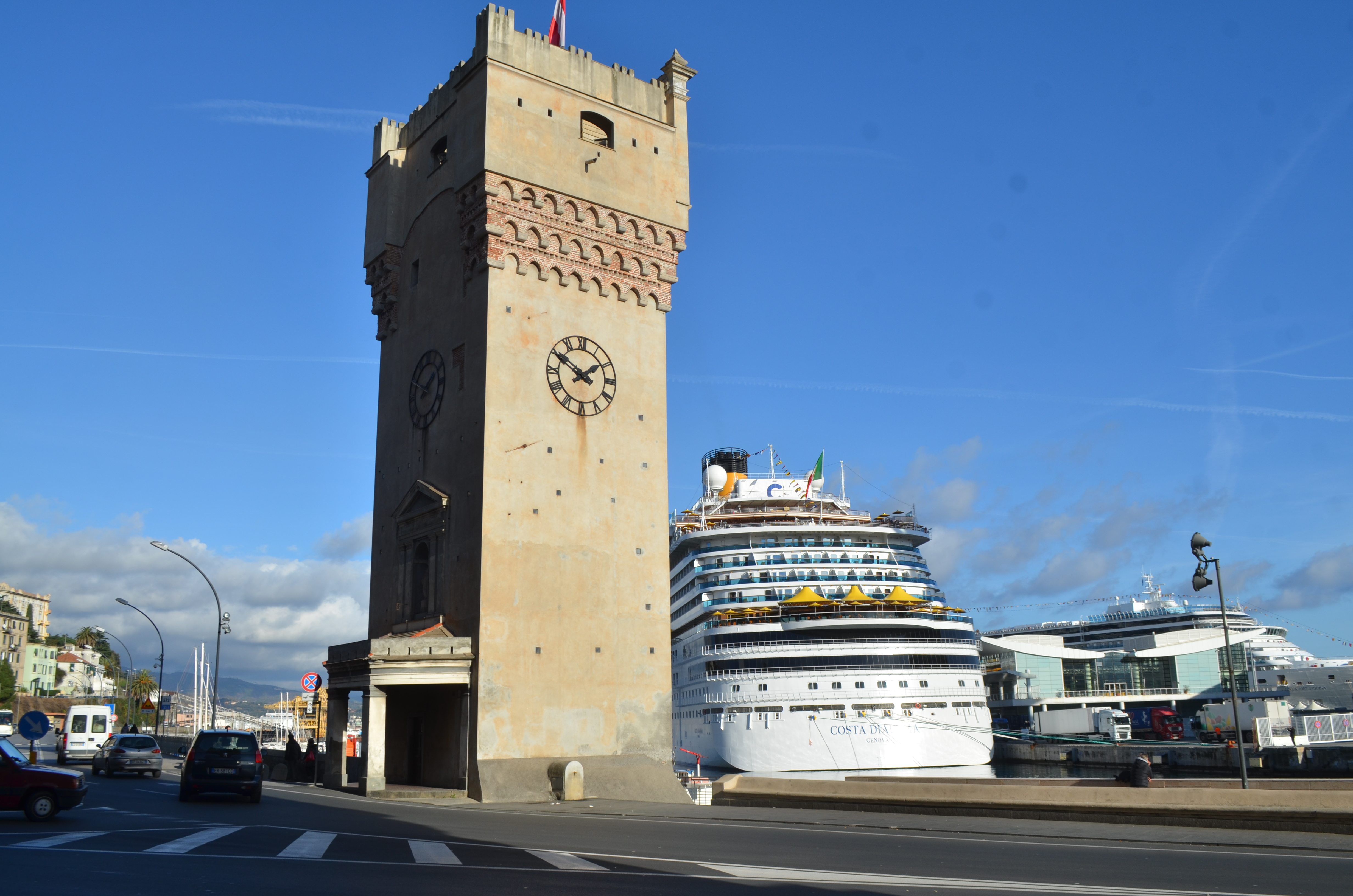
La nave nel porto di Savona
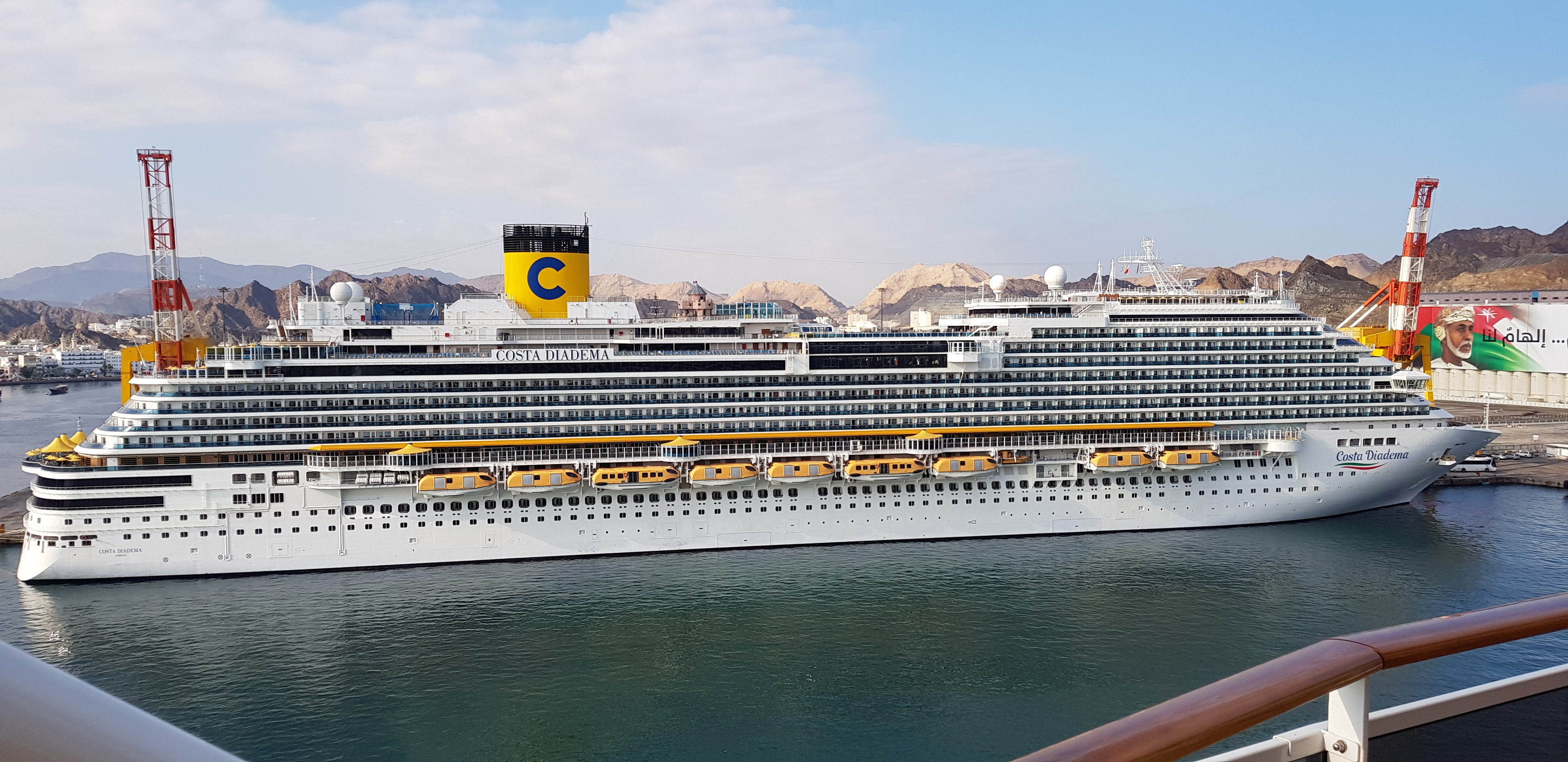
Costa Diadema nel porto di Mascate nel 2019